# بولک پولیوکا
بولک پولیوکا (چکی: Bolek Polívka؛ زادهٔ ۳۱ ژوئیهٔ ۱۹۴۹) بازیگر، نمایشنامه‌نویس و فیلم‌نامه‌نویس اهل جمهوری چک است.
از فیلم‌هایی که وی در آن نقش داشته است، می‌توان به سه برادر، مردان امیدوار، لحظات دلپذیر، زنان فراری و باتوری اشاره کرد.